# Полиметаллические руды
Полиметалли́ческие ру́ды (от поли… и металлы) — комплексные руды, содержащие целый ряд химических элементов, среди которых важнейшими являются свинец и цинк. Кроме этого полиметаллические руды могут содержать медь, золото, серебро, кадмий, иногда висмут, олово, индий и галлий. Основными минералами, формирующими полиметаллические руды, являются галенит, сфалерит, в меньшей степени пирит, халькопирит, арсенопирит, касситерит.
Формирование первичных полиметаллических руд происходило в различные геологические эпохи (от докембрия до кайнозоя). В основном такие руды залегают в толще вулканогенных пород кислого состава.
Породы, содержащие полиметаллические руды, часто интенсивно изменены гидротермальными процессами — хлоритизация, серицитизация и окварцевание. Некоторое значение имеют  также гидротермальные месторождения. Они образуются в результате процессов выветривания приповерхностных частей рудных тел (до глубины 100—200 м). Данные месторождения обычно представлены гидроокислами железа, содержащими церуссит PbCO3, англезит PbSO4, смитсонит ZnCO3, каламин Zn4[Si2O7][OH]2×H2O, малахит Cu2[CO3](OH)2, азурит Cu3[CO3]2(OH)2. В зависимости от концентрации рудных минералов различают сплошные или вкрапленные руды. Рудные тела полиметаллических руд отличаются разнообразием размеров (имея длину от нескольких м до км), морфологии (пластообразные и линзообразные залежи, штоки, жилы, гнёзда, сложные трубообразные тела) и условий залегания (пологие, крутые, согласные, секущие и прочие).

## Промышленное использование
Полиметаллические руды преимущественно добывают в Канаде, Австралии,Азербайджане, США, Бразилии, России, Казахстане, Индии, Мексике,Ирландии и Узбекистане. Месторождения руды разрабатываются подземным и открытым способами, причём удельный вес открытых разработок с каждым годом возрастает и составляет около 30%. При переработке полиметаллической руды получают два основных вида концентратов, содержащих соответственно 40—70% свинца, 40—60% цинка и меди. В процессе механического обогащения серебро уходит в свинцовый концентрат. При металлургическом переделе, кроме основных, извлекаются остальные (попутные) компоненты.